# Mesopsychopsis
Mesopsychopsis is een monotypisch geslacht van uitgestorven netvleugeligen, dat leefde in het Jura.  

## Beschrijving
Deze 2,5 centimeter lange vliesvleugelige kenmerkt zich door zijn vleugels met fijne vleugeladeren. 